# (1160) Illyria
(1160) Illyria – planetoida z pasa głównego asteroid okrążająca Słońce w ciągu 4 lat i 37 dni w średniej odległości 2,56 au. Została odkryta 9 września 1929 roku w Landessternwarte Heidelberg-Königstuhl w Heidelbergu przez Karla Reinmutha. Nazwa planetoidy pochodzi od Ilirii, starożytnej krainy nad Adriatykiem. Przed nadaniem nazwy planetoida nosiła oznaczenie tymczasowe (1160) 1929 RL.